# 昆士蘭導盲犬協會
昆士蘭導盲犬協會（英語：Guide Dogs Queensland）是澳洲昆士蘭州的導盲犬組織，成立於1960年。總部位於博德山區。
該協會的一大特色就是其犬隻皆食用生食。同時該協會也販售名為Leading RAW的生食產品給民眾，收入盈餘為其經濟來源之一，用於養成導盲犬。

## 外部連結
- 官方网站（英文）